# Thizay (Indre)
Thizay é uma comuna francesa na região administrativa do Centro, no departamento de Indre. Estende-se por uma área de 16,65 km². Em 2010 a comuna tinha 240 habitantes (densidade: 14,4 hab./km²).